# Büllstrichgraben
Der Büllstrichgraben ist ein 2,6 Kilometer langer Bach, der in der Nähe des Orts Bauschlott im baden-württembergischen Enzkreis entsteht und von links in den Mühlgraben mündet.

## Name
Das Gewässer wird 1244 („amnis labens Bolstrehe“) erstmals urkundlich erwähnt. Wahrscheinlich setzt sich der Name aus dem mittelhochdeutschen bolster für „Moospolster, Moosgrund“ und dem Kollektiv-Suffix -ehe zusammen. Die Bedeutung wäre demzufolge „moosiges Gelände“.

## Geographie

### Verlauf
Der Büllstrichgraben entspringt etwa 350 m nördlich von Bauschlott nahe der Bundesstraße 294 Richtung Bretten auf einer Höhe von etwa 310 m ü. NHN. Er fließt zunächst in östlicher Richtung durch Ackerland und nimmt nach rund 650 m von rechts einen namenlosen Zufluss auf, der am östlichen Ortsrand von Bauschlott entspringt und bis zu diesem Punkt eine längere Strecke (950 m) zurückgelegt hat als der Büllstrichgraben selbst.
Kurz nach dem Zusammenfluss gelangt der Bach in das Gewann „Böllstrich“, wo er zwei künstlich angelegte Seen durchfließt, die „Öhlbronner Weiher“, „Böllstrichseen“ oder „Fricksee“ genannt werden. Anschließend wendet sich der Büllstrichgraben nach Norden und gelangt auf Ölbronner Gemarkung. Er nimmt von links Wasser vom Güldenbronn und aus dem Wald Altenhau auf, bevor er nach etwa 1,6 Fließkilometern das Trialgelände des Rad- und Motorsport Clubs Ölbronn erreicht. Hier ändert das Gewässer seinen Verlauf nach Nordosten und mündet schließlich nach 2,64 Kilometern auf 230 m ü. NHN von links in den Mühlgraben.  Sein  2,64 Kilometer langer Lauf endet etwa 80 Höhenmeter unterhalb seiner Quelle, er hat somit ein mittleres Sohlgefälle von circa 30 ‰.

### Einzugsgebiet
Das Einzugsgebiet des Büllstrichgrabens erstreckt sich über etwa 4 km² und gehört naturräumlich zur Bauschlotter Platte. Der alte Ortskern von Ölbronn liegt innerhalb dieses Gebiets.
Die höchste Erhebung des Einzugsgebiets befindet sich mit etwa 370 m ü. NHN auf dem Eichelberg, im östlichen Bereich zwischen Ölbronn, Dürrn und Ötisheim. Der Südhang des Eichelbergs entwässert in den Erlenbach, der wiederum in die Enz mündet. Entsprechend bildet die südliche Grenze des Einzugsgebiets des Büllstrichgrabens die Wasserscheide zwischen den Flussgebieten von Neckar und Enz. Der südlichste Punkt stellt mit ca. 320 m ü. NHN die Kreuzung der Pforzheimer Straße mit der Birken- und Strombergstraße in Bauschlott dar. Die Westgrenze verläuft etwa entlang der Pforzheimer Straße und folgt außerhalb des Ortes entlang der B 294 etwa bis zum Walddistrikt Hinterbach/Altenhau. Die Nordgrenze verläuft vom nordwestlich von Ölbronn gelegenen Judenacker und weiter direkt durch die Ortschaft. Die Fläche im nördlichen Neubaugebiet von Ölbronn entwässert direkt in den Mühlgraben.
Etwa 0,8 km² des Gebiets sind bewaldet, was etwa 20 % der Gesamtfläche entspricht. Im Westen liegen die Walddistrikte Hinterbach und Altenhau sowie der Forchenwald nahe dem Bahnhof Kleinvillars, während im Osten der bewaldete Eichelberg liegt.

### LUBW
Amtliche Online-Gewässerkarte mit passendem Ausschnitt und den hier benutzten Layern: Lauf und Einzugsgebiet des Büllstrichgrabens

Allgemeiner Einstieg ohne Voreinstellungen und Layer: Daten- und Kartendienst der Landesanstalt für Umwelt Baden-Württemberg (LUBW) (Hinweise)
1. ↑  Länge nach dem Layer Gewässernetz (AWGN).
2. ↑  Einzugsgebiet abgemessen auf dem Hintergrundlayer Topographische Karte.
3. ↑  Höhe nach dem Höhenlinienbild auf dem Hintergrundlayer Topographische Karte.
4. ↑  abgemessen auf dem Hintergrundlayer Topographische Karte.

### Andere Belege
1. ↑  Friedrich Huttenlocher, Hansjörg Dongus: Geographische Landesaufnahme: Die naturräumlichen Einheiten auf Blatt 170 Stuttgart. Bundesanstalt für Landeskunde, Bad Godesberg 1949, überarbeitet 1967. → Online-Karte (PDF; 4,0 MB)
2. ↑  Württembergisches Urkundenbuch, Band IV., Nr. 1018, S. 68–69. Online
3. ↑  Otto Springer: Die Flußnamen Württembergs und Badens. Tübinger germanistische Arbeiten, Band 11. Stuttgart 1930, S. 161.
4. ↑  vgl. Johannes Haßpacher: Ein Dorf an der Grenze - Die Chronik von Ölbronn: mit Beiträgen zur Geschichte der Waldenser sowie der Orte Kleinvillars, Mulinhusen und Dürrn. Pforzheim 1982, S. 48.